# Gubernia de Querson
O Gubernia de Querson ou Kherson (em russo:  Херсонская губерния, transl. Khersonskaya guberniya, ucraniano: Херсонська губернія) foi uma divisão territorial administrativa do Império Russo, abrangendo as atuais regiões de Nikolaev, parte de Odessa, Quérson, Dnepropetrovsk (Krivoy Rog) e Kirovograd, assim como parte da Transdniestria. Foi criado em 8 de outubro de 1802, após a divisão do Gubernia da Nova Rússia em três novos gubernias. Seu centro administrativo era Nikolaev, depois Kherson.

## Divisão Administrativa

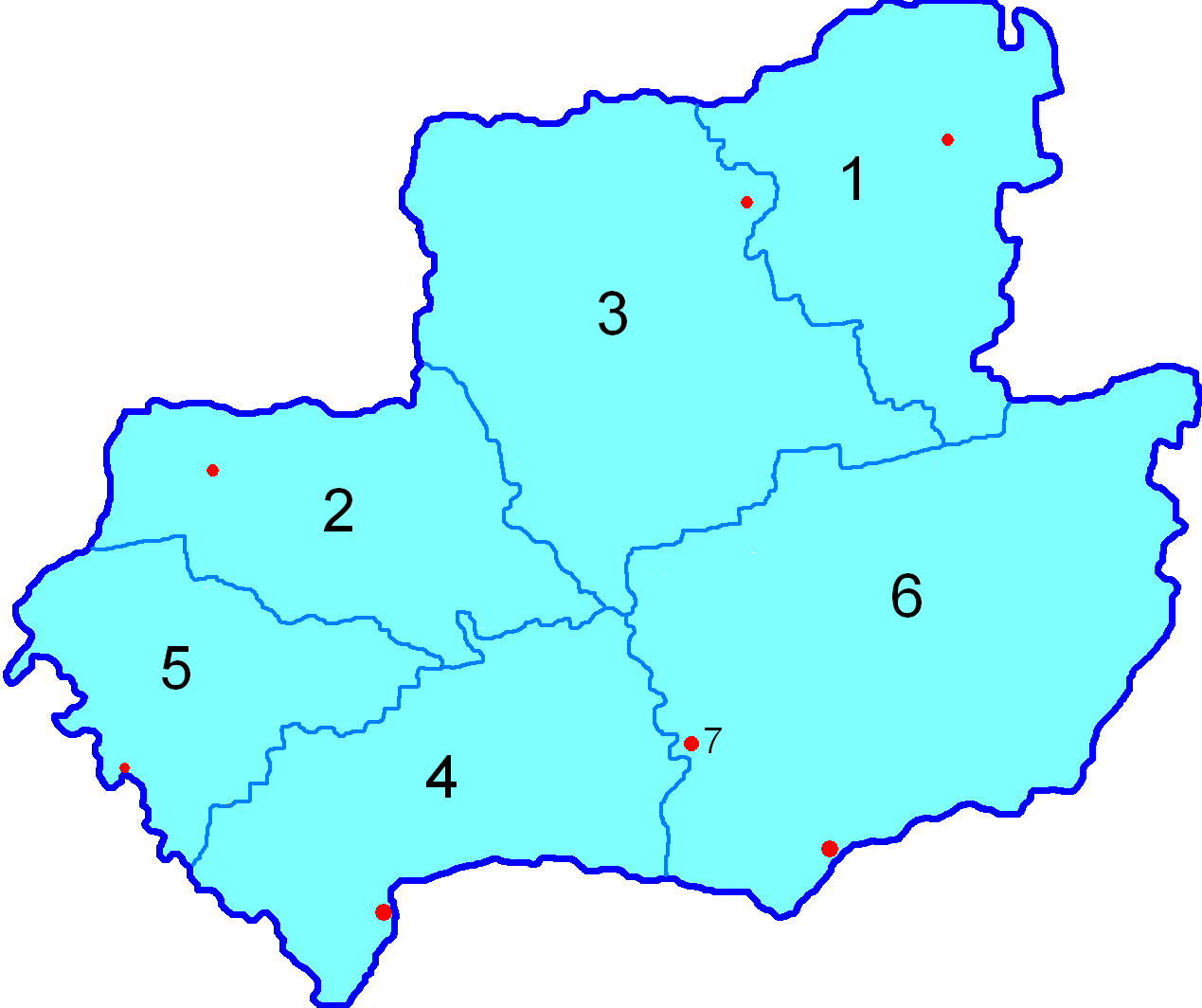
Divisão administrativa do Gubernia de Kherson

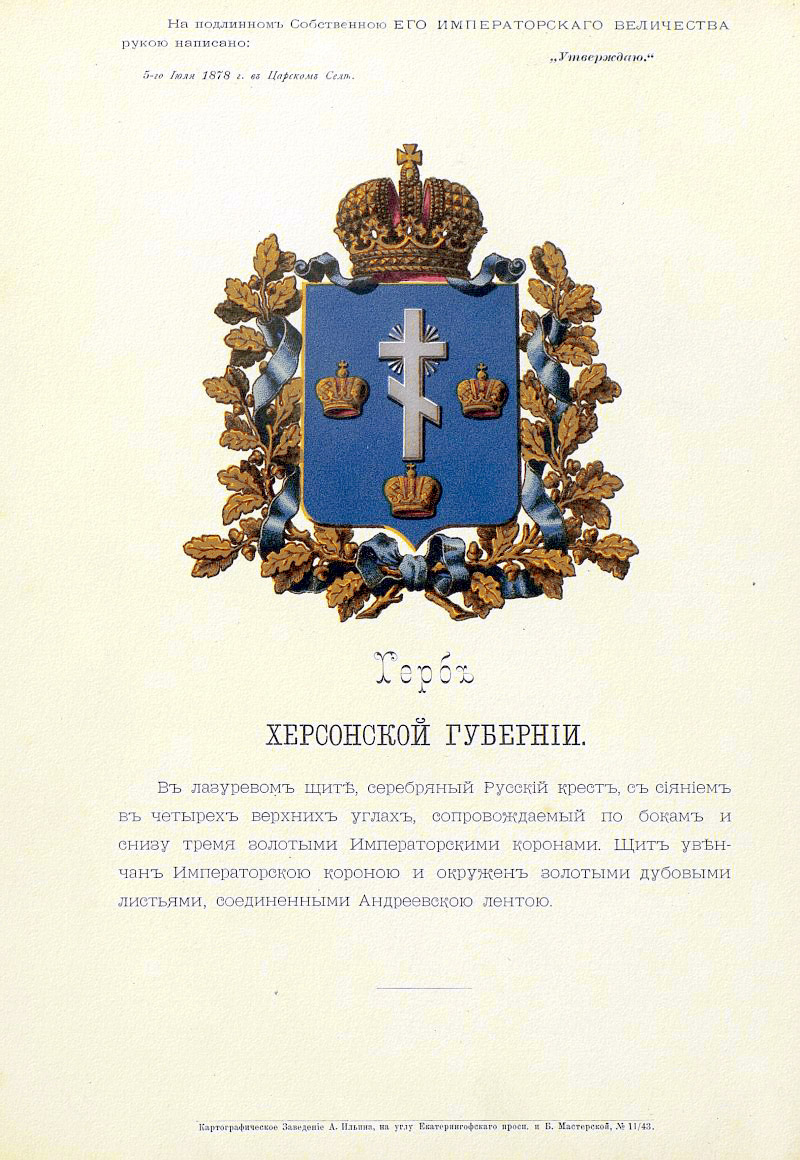
Brasão do gubernia com descrição oficial, aprovado por Alexandre II (1878)

Inicialmente, o gubernia foi dividido em quatro uezds: Elisavetgrad, Tiraspol, Olviopol e Kherson, e de julho de 1806 em 5: Alexandria, Elisavetgrad, Olviopol, Tiraspol e Kherson. Em 1825 o Uezd de Odessa foi criado a partir de partes dos uezds de Kherson e Tiraspol. Em 1828, os uezds de Olviopol e Elisavetgrad foram abolidos e o Uezd de Bobrinets foi criado com base neles. Em 1834, o Uezd de Tiraspol foi dividido em duas partes e um novo uezd de Ananievski foi criado. Em 1865, a administração do Uezd de Bobrinetski foi transferida para Elisavetgrad e o uezd foi renomeado Elisavetgradski.
| № | Brasão | Uezd                         | Cidade do uezd | Área, m² milhas | População |
| - | ------ | ---------------------------- | -------------- | --------------- | --------- |
| 1 |        | Aleksandriiski               | Аlexandria     | 9810,6          | 327,199   |
| 2 |        | Ananievski                   | Аnaniev        | 9041,0          | 187,226   |
| 3 |        | Elisavetgradski              | Elisavetgrad   | 13 942,0        | 507,660   |
| 4 |        | Оdessa                       | Оdessa         | 9272,0          | 532,729   |
| 5 |        | Тiraspol                     | Тiraspol       | 6352,0          | 206,568   |
| 6 |        | Kherson                      | Kherson        | 17 181,0        | 532,956   |
| 7 |        | Gubernia Militar de Nikoalev | Nikolaev       | 173,37          | 92,000    |